# 佩倫
48°5′25″N 35°5′57″E / 48.09028°N 35.09917°E
佩倫（烏克蘭語：Перун）是位於烏克蘭東南部的村莊，由扎波羅熱州扎波羅熱区的彼得羅-米哈伊利夫卡市鎮負責管轄。該村面積0.31平方公里，2001年人口23，人口密度每平方公里75.4人。